# الکساندر لیتویننکو
آلکساندر لیتوینینکو (در روسی: Александр Вальтерович Литвиненко) (در انگلیسی: Alexander Litvinenko) یک افسر اطلاعاتی سابق سازمان اطلاعات خارجی روسیه و منتقد دولت ولادیمیر پوتین، رئیس‌جمهور روسیه بود که در اثر آلودگی به عنصر رادیواکتیو پولونیوم با جرم اتمی ۲۱۰ در روز ۲۳ نوامبر ۲۰۰۶ در شهر لندن به‌طور مرموزی به قتل رسید. او همچنین مأمور سرویس اطلاعاتی بریتانیا بود و برای آن جاسوسی می‌کرد. مسکو او را خائن و جاسوس نامید.
قتل وی به دلیل استفاده از عنصری  رادیواکتیو و همچنین موقعیت وی به عنوان یکی از اعضای سابق سازمان اطلاعات خارجی روسیه و مخالفان بنام دولت ولادیمیر پوتین به یکی از مرموزترین قتلهای قرن اخیر تبدیل شد.
در نوامبر ۲۰۰۶ الکساندر لیتوینینکو مأمور سابق اطلاعاتی روسیه که از بریتانیا پناهندگی سیاسی دریافت کرده بود، پس از ملاقاتی با دو نفر از همکاران سابقش بیمار شد. آقای لیتوینینکو سه هفته پس از آن به دلیل مسمومیت با ماده رادیواکتیو پلونیوم ۲۱۰ درگذشت. تحقیقات مأموران پلیس بریتانیا حاکی از آن بود که مظنون اصلی در این ماجرا جاسوس سابق دیگر روس به نام آندریی لوگووی است. مقام‌های روسیه از استرداد آقای لوگووی به بریتانیا سر باز زدند و این موضوع موجب سردی در روابط بریتانیا و روسیه گردید.
هیئت تحقیق و تفحص عمومی در بریتانیا که در سال ۲۰۱۶ مورد مرگ آلکساندر لیتویننکو تحقیق می‌کرد، چنین نظر داده‌است که مأمور اطلاعاتی سابق روسیه در لندن در عملیاتی کشته شد که احتمالاً توسط ولادیمیر پوتین، رئیس‌جمهوری روسیه تأیید شده بود.

## گرویدن به دین اسلام

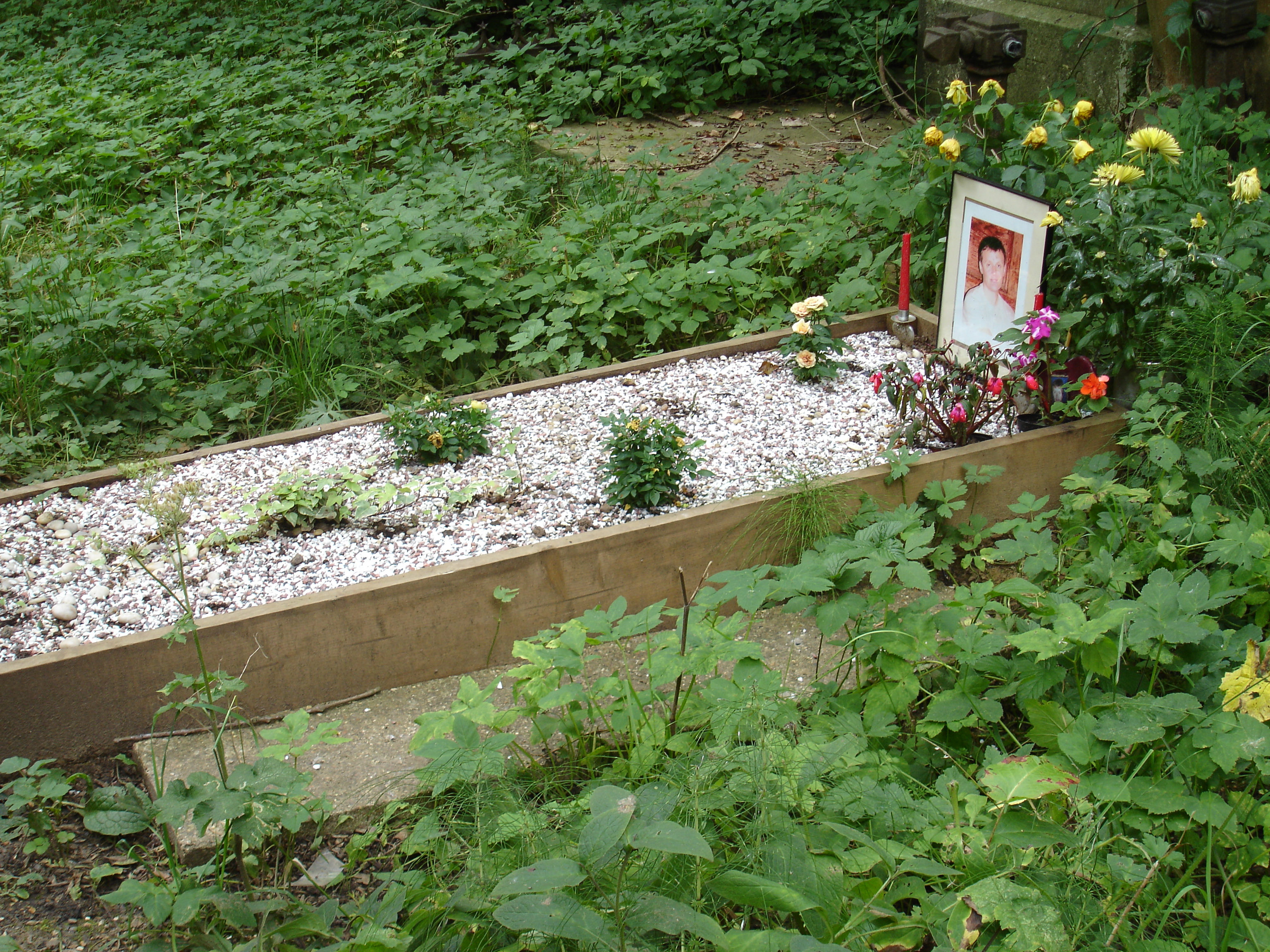

به گفته نزدیکان آقای لیتوینینکو وی هنگامی که در بستر مرگ بوده به دین اسلام گرویده و دو روز پیش از مرگش این موضوع را به خانواده‌اش خبر داده بوده‌است.
به گفته احمد ذکایف، یکی از رهبران جنبش جدایی طلب چچن و از دوستان آلکساندر لیتوینینکو، یک روز پیش از مرگ وی، یک روحانی مسلمان به ملاقات او در بیمارستان رفته و بر بالینش قرآن خوانده بود.
وی پس از مرگ در قطعه مسلمانان گورستان هایگیت در شمال لندن دفن گردید که مدفن کارل مارکس، بنیانگذار مکتب فلسفی مارکسیسم نیز در آنجا قرار دارد.

## کتاب و فیلم‌های در مورد او
از لنین تا لیتیوینینکو اثر بوریس وولدوسکی (۲۰۰۹)
جاسوس ترمینال اثر آلن کرول (۲۰۰۸)
قتل لعنتی لیتوینینکو اثر ویلیام دانکرلی (۲۰۱۱)
قتل یک بیگناه اثر الکس دانکرلی (۲۰۰۷)
سم ارزشمند اثر لاک هاردینگ (۲۰۱۷)
پرونده لیتوینینکو اثر مارتین سیسکمیت (۲۰۰۷)

## تحقیقات جنایی
نوشتار اصلی: روند تحقیقات و نتایج پرونده قتل آلکساندر لیتوینینکو